# Bolton, Connecticut
Bolton är en kommun (town) i Tolland County, Connecticut, USA med cirka 5 017 invånare (2000).

## Kända personer från Bolton
- D. Russell Brown, politiker, guvernör i Rhode Island 1892-1895
- Simeon Olcott, politiker, senator för New Hampshire 1801-1805